# Bombardamenti su Livorno
I bombardamenti su Livorno, nel corso della seconda guerra mondiale, costituiscono uno degli episodi più significativi per la storia della città.
Durante la seconda guerra mondiale Livorno ha subito, infatti, oltre 1000 allarmi bombardamento e circa cento bombardamenti aerei. I bombardamenti vennero effettuati da parte dell'aviazione americana con i bombardieri B-17, dall'aviazione francese con gli aerei Amiot 143, dall'aviazione inglese con i quadrimotori Avro Lancaster e dall'aviazione tedesca.
Livorno è stata una delle città italiane più disastrosamente colpite dalla guerra.
I bombardamenti erano iniziati nel 1940 da parte dell'aviazione francese con risultati modesti. Solo dal 1943 iniziò la sistematica distruzione della città con i bombardamenti a tappeto. Proseguirono dal 9 al 13 luglio 1944 con incursioni diurne da parte degli americani e notturne da parte degli inglesi.

## Situazione anteguerra
Alla vigilia della seconda guerra mondiale, l'economia livornese stava vivendo una stagione di espansione, specialmente nel settore meccanico e l'indotto e un rafforzamento dei grandi gruppi industriali.
Le piccole e medie società facevano fatica a sopravvivere, soprattutto per la mancanza di capitali poiché le banche preferivano sostenere le grandi iniziative industriali.
Dopo il 1937 i motivi della ripresa industriale riguardano il porto e la politica economica del governo fascista che ha molti riflessi sull'industria di tutta la provincia.
Con la legge del 1929 il porto di Livorno venne trasformato in un vero porto industriale dopo l'abolizione del porto franco.
Nel territorio di questa legge venivano concessi vantaggi alle imprese che vi si erano costituite. Queste agevolazioni fiscali diedero l'avvio alla creazione di imprese industriali come la Motofides, la Genepesca, la raffineria Anic, la SA manifatture toscane, la Tubi Bonna e la Richard Ginori a cui si affiancarono altre imprese presenti nella zona.
L'ampliamento delle imprese fu stimolato dal regime fascista, soprattutto nel settore energetico, chimico e in particolare quello delle gomme e dell'olio industriale.
L'industria venne stimolata dall'industria bellica, soprattutto il cantiere Orlando a cui era affidata la costruzione di dieci cacciatorpedinieri e la Motofides per la produzione di commesse militari.

## Bombardamenti più rilevanti

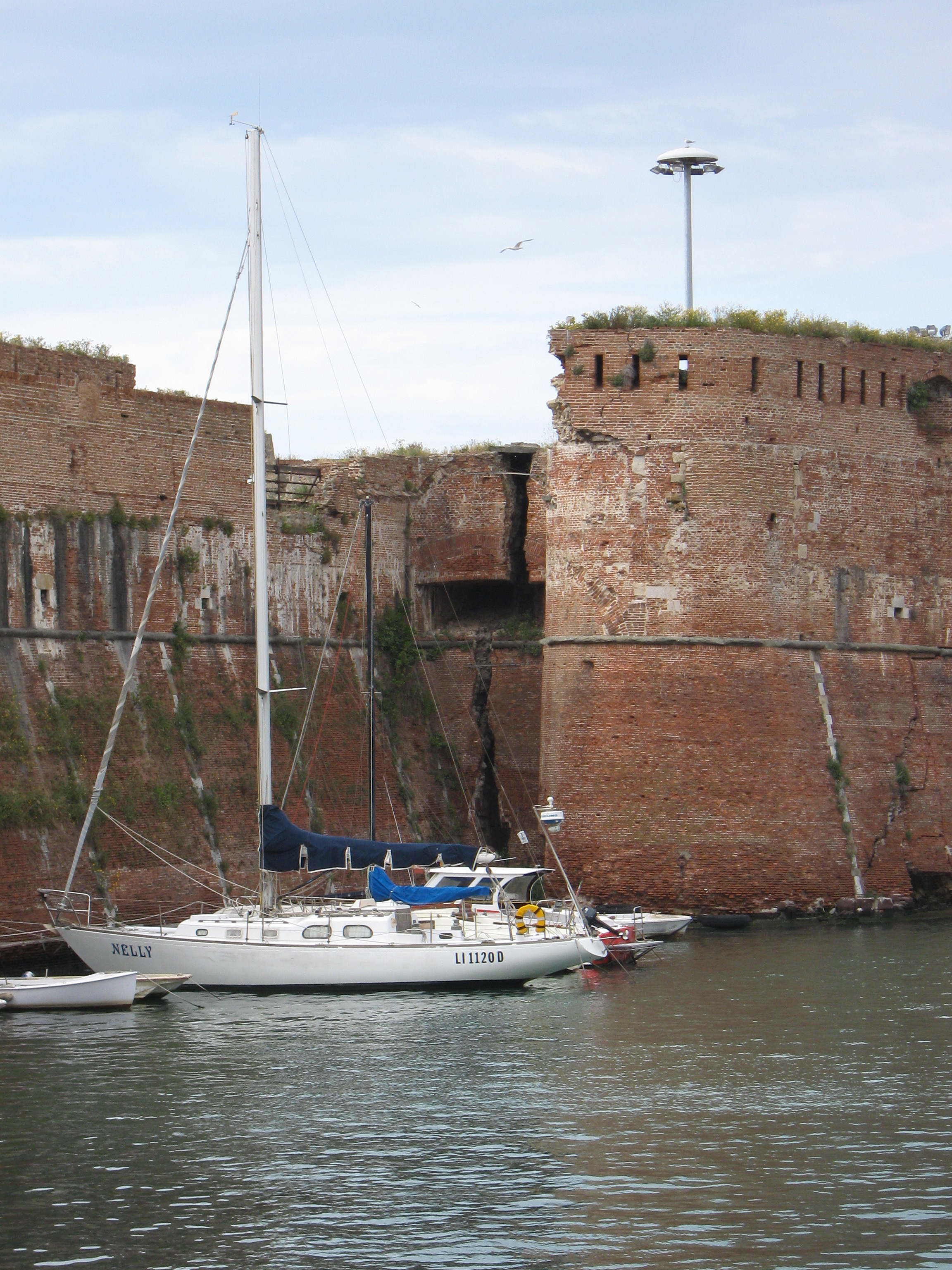
Fortezza Vecchia: lesione causata dalla guerra

- Il 16 giugno 1940, allarme dalle ore 1.30 alle ore 3.30; alle ore 2.30, l'aviazione francese lanciò su Livorno degli spezzoni che causarono lievi danni nel quartiere di Venezia, piazza Grande e piazza Magenta.[4]

In un successivo bombardamento alle ore 4.45 del 22 giugno furono colpiti abbastanza gravemente l'albergo Palazzo e i bagni Pancaldi sul lungomare  (allarme dalle ore 3.20 alle ore 5.30).
- Il 9 febbraio del 1941 (allarme ore 7.30 fino 10.05); fu il primo bombardamento inglese[5] e fu colpita solo la zona dell'ANIC, a nord della città.
- Il 28 maggio 1943 (allarme ore 11.25-15.45) fu il primo gravissimo bombardamento e fu distrutta la stazione marittima e il quartiere di Venezia. Colpiti gravemente furono la piazza del Voltone, piazza Magenta, via Maggi, via Baciocchi, via Marradi, via Montebello, viale Regina Margherita, via Erbosa, il porto, la zona industriale e altri punti.

Con il bombardamento del 28 maggio 1943 iniziò una tragica serie di bombardamenti che in tredici mesi causò enormi danni e tantissime vittime nella popolazione civile.
Si annotarono 300 vittime e circa un migliaio di feriti.
Degli edifici 170 furono distrutti, 300 gravemente danneggiati e 1300 danneggiati in forma lieve.
Seguirono settanta bombardamenti, di cui almeno cinque furono particolarmente efficaci, ovvero quelli del 28 giugno, 25 luglio del 1943 e del 14 aprile, 19 maggio, e 7 giugno 1944.

- Il 21 luglio del 1943 (allarme ore 11.55-13.15)
- Il 25 luglio del 1943 (allarme ore 0.17-3.22) ad opera degli inglesi furono colpiti il Voltone, quartiere Torretta, via Erbosa e altri punti.
- Il 24 settembre del 1943 (allarme ore 21.50-23.02) con bombardieri inglesi.
- Il 13 febbraio del 1944 (allarme ore 8.22-9.31) con bombardieri americani.
- Il 14 febbraio del 1944 (allarme ore 11.10-13.40) violento bombardamento americano e di nuovo dalle ore14.07 alle 16.35.
- Il 15 febbraio 1944 (allarme ore 10.20-12.15).
- Il 18 febbraio 1944 (allarme ore 16.55-17.10).
- Il 21 febbraio 1944 (allarme ore 15.35-16.15).
- Il 16 marzo 1944 (allarme ore 11.02-12.30).
- Il 18 marzo 1944 (allarme ore 15.03-17.05).
- Il 22 marzo 1944 (allarme ore 15.15-16.20).
- Il 24 marzo 1944 (allarme ore 11.45-12.3o e di nuovo dalle ore 16.20-17.05).
- Il 25 marzo 1944 (allarme ore 9.40-11.04).
- Il 29 marzo 1944 (allarme ore 14.45-15.25).
- Il 30 marzo 1944 (allarme ore 14.35-15.21).
- Il 31 marzo 1944 (allarme ore 16.40-1720).
- Il 1 aprile 1944 (allarme ore 16.05-17.19).
- Il 14 (allarme ore 13.02-14.45) e 15 aprile 1944 (allarme ore 10.50-12.30) vi furono danni ingenti alla Stazione Centrale e adiacenze.
- Il 19 aprile 1944 (allarme ore 22.30-5.10), bombardieri inglesi.
- Il 20 aprile 1944 (allarme ore 10.00-12.50).
- Il 21 aprile 1944 (allarme ore 22.20-0.10), bombardieri inglesi.
- Il 23 aprile 1944 (allarme ore 21.40-4.50), bombardieri inglesi.
- Il 24 aprile 1944 (allarme ore 1.45-2.10), bombardieri inglesi.
- Il 29 aprile 1944 (allarme ore 10.01-11.30) e dalle 22.00 alle 3.03 allarme per il bombardamento degli inglesi.
- Il 30 aprile 1944 (allarme ore 22.15-23.05), bombardieri inglesi.
- Il 1 maggio 1944 (allarme ore 22.03-0.40), bombardieri inglesi.
- Il 2 maggio 1944 (allarme ore 0.45-4.15), bombardieri inglesi.
- Il 4 maggio 1944 (allarme ore 14.30-15.10).
- Il 9 maggio 1944 (allarme ore 12.15-3.30).
- Il 12 maggio 1944 (allarme ore 1.10-3.45), bombardieri inglesi e americani dalle ore 8.50 alle ore 11.00.
- Il 16 maggio 1944 (allarme ore 22.15-0.40), bombardieri inglesi.
- Il 17 maggio 1944 (allarme ore 23.58-2.30), bombardieri inglesi.
- Il 19 maggio 1944 (allarme ore 10.05-14.05) intenso e continuo, è uno dei più gravi ed estesi che porta alla distruzione dell'intero centro storico della città.
- Il 21 maggio 1944 (allarme ore 14.03-15.02).
- Il 4 giugno 1944 (allarme ore 20.00-20.55), bombardieri inglesi.
- Il 7 giugno 1944 (allarme ore 10.15-12.00)questo bombardamento fu di una violenza superiore ai precedenti, completando la distruzione della città racchiusa entro la cosiddetta zona nera, fortunatamente evacuata evitando decine di migliaia di vittime.
- Il 13 giugno 1944 (allarme ore 6.30-9.45).
- Il 14 giugno 1944 (allarme ore 12.50-13.10 e di nuovo dalle ore 13.25 alle 14.02).
- Il 21 giugno 1944 (allarme ore 14.05-15.05 e dalle 18.03 alle 18.30).
- Il 22 giugno 1944 (allarme ore 19.10-19.55).
- Il 25 giugno 1944 (allarme ore 16.30-17.50).
- Il 12 luglio 1944 (allarme ore 13.32-16.10).
- Il 13 luglio 1944 (allarme ore 15.15-16.20).
- Il 26 luglio 1944 (allarme or 22.50-23.45) vi fu bombardamento ad opera dell'aviazione tedesca, con pochi apparecchi e lievi danni nella zona di via Erbosa.[senza fonte]

## Azioni dei guastatori
I guastatori tedeschi in circa un anno di occupazione della città, dal settembre 1943 al luglio del 1944, fecero brillare una grande quantità di mine, con le quali danneggiarono gravemente gli impianti del vecchio e del nuovo porto, distrussero gli stabilimenti balneari fino ad Antignano, fecero saltare il Fanale e diversi ponti.
In città si ebbero le seguenti gravi esplosioni di mine:
- 13 novembre 1943: le potenti mine fatte saltare nel Collegio Convitto Menicanti in corso Amedeo distrussero gran parte del quartiere de l'Origine.
- 14 novembre 1943: un intero fabbricato all'angolo tra via Roma e via Cecconi salta in aria danneggiando le adiacenze.
- 10 luglio 1944: le mine distrussero, in Corso Amedeo, il vicolo delle Lavandaie e danneggiarono le adiacenze.

Nei giorni successivi alla Liberazione, l'ufficio tecnico comunale stimò al 33,3% gli edifici distrutti nel centro cittadino, il 28% quelli gravemente danneggiati, al 28.30% quelli danneggiati e solo l'8.30% quelli che rimasero illesi.
Per quanto riguarda l'intera area urbana; il 43.14% degli stabili erano illesi, il 15.78% distrutti, il 14% gravemente danneggiati e il 26,14 solo leggermente.

## La resistenza
L'organizzazione di attività di resistenza a Livorno e dintorni, era resa difficile da un territorio povero di vegetazione boschiva e a ridosso di strade carrozzabili.
I tedeschi fecero sgomberare il centro cittadino sia per via dei bombardamenti, sia per il timore di eventuali atti di ostilità da parte della popolazione nell'ipotesi di uno sbarco alleato.
Per questo la città fu messa sotto lo status di “Zona Nera”.
Ciò limitò le azioni di organizzazione delle Squadre di azione patriottica e dei Gruppi di Azione Partigiana.
I cittadini sfollarono nei paesi circostanti, anche questo ridusse la possibilità di reclutamento dalle nascenti formazioni partigiane.
La brigata Oberdan Chiesa operava principalmente nel Livornese mentre nel resto della provincia si formarono formazioni come Val di Cornia e Val di Cecina.
La Resistenza si concretizzò nella pubblicazione di bollettini e giornali clandestini stampati a macchina.
Due di essi investirono una notevole importanza informativa sulle attività dei partigiani, discussioni tra le forze politiche in vista della fine delle ostilità e della ripresa democratica.
La pubblicazione ufficiale della resistenza livornese fu la Riscossa, fondata nel gennaio del 1944 da Bernini, Caprai Vasco, Turini Bruno e Rebua Ottorino.
La Rinascita, pubblicazione del Movimento Cristiano Sociale, ebbe diffusione a carattere regionale.
A differenza di Genova, Bologna e Milano, Livorno non conobbe un fenomeno insurrezionale da un punto di vista militare e di mobilitazione popolare perché Livorno non poteva esprimere un livello di scontro armato.

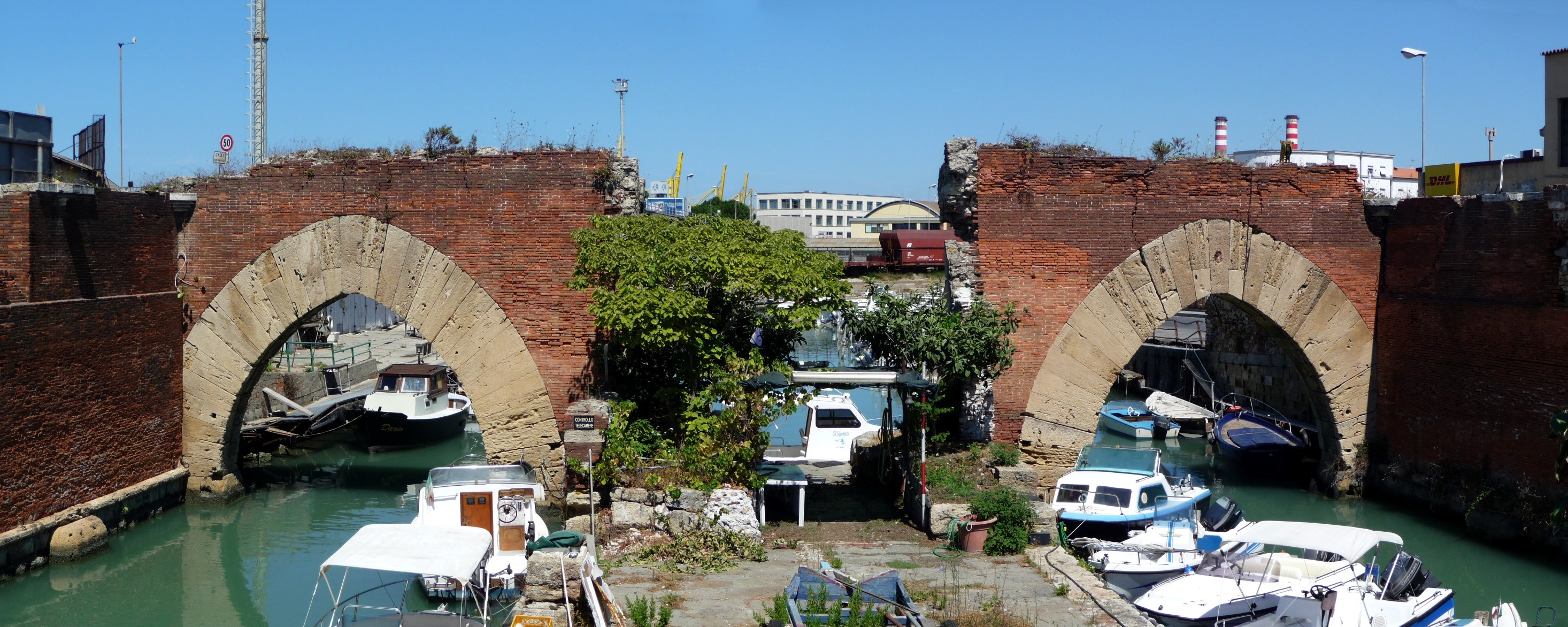
La Dogana d'acqua, distrutta durante la guerra

### Zona Nera
I tedeschi dichiararono la città Zona Nera.
Per zona nera si indicava la città evacuata con l'ordine di divieto di transito di ogni circolazione per pericolo mine, i trasgressori sarebbero stati fucilati a vista.
La decisione delle autorità tedesche dello sfollamento forzato di gran parte della città era la prova del loro esclusivo potere su Livorno.
Il comando militare emanò l'ordinanza di evacuazione della popolazione tramite il commissario prefettizio Cigliese il 30 ottobre 1943, motivandola con l'impossibilità di tutelare in altro modo la sicurezza dei livornesi di fronte all'evoluzione della situazione bellica ma anche volendo così evitare atti di ostilità da parte della popolazione nel caso di uno sbarco anglo-americano.
I livornesi avevano solo dieci giorni (inizialmente otto) per abbandonare le loro case e data la scarsità di mezzi di trasporto erano costretti ad abbandonare gran parte dei loro averi. Gran parte della popolazione era comunque già sfollata e in seguito alla dichiarazione di zona nera anche a coloro che risiedevano fuori dall'area indicata venne consigliato di evacuare.
La zona nera comprendeva il centro storico, le zone industriali, l'Accademia navale, alcune zone costiere e interne.
Durante il periodo di zona nera della città, non ci fu alcun rispetto per gli abitanti della città e le loro abitazioni vennero saccheggiate ad opera dei tedeschi.
Gli uffici comunali rimasero fino a che i tedeschi non dichiararono la città zona nera.
Questa lontananza impediva a chiunque di rientrare in città per cui il municipio fu sfollato a Montenero.
Nei successivi bombardamenti a tappeto sulla città anche il Municipio venne colpito da tre bombe, una di esse distrusse l'angolo sinistro dell'edificio in cui era collocata la sala del sindaco, quella di rappresentanza della giunta e dei locali sottostanti.

## Zone distrutte

### Centro urbano

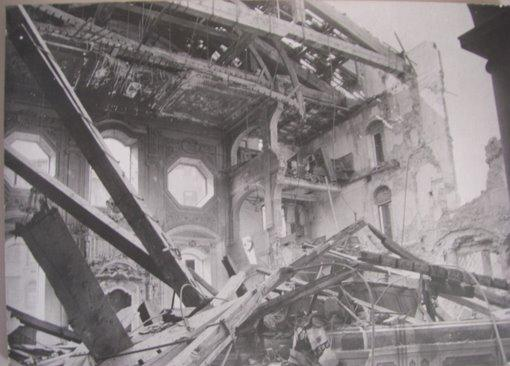
La Sinagoga di Livorno dopo i bombardamenti

Segue una lista, parziale, delle principali distruzioni subite dal centro cittadino.
- Via Grande: il decumano della città, già gravemente colpita dai precedenti bombardamenti aerei, rimase parzialmente distrutta dalle bombe lanciate il 7 giugno 1944; diversi palazzi furono colpiti e, con la ricostruzione, le uniche strutture lasciate in piedi furono il Cisternino e il Palazzo del Picchetto.[11]
- Chiesa della Misericordia: apparteneva all'Arciconfraternita della Misericordia. La chiesa fu danneggiata e fu demolita durante la ricostruzione.
- Fortezza Vecchia e Fortezza Nuova: i due complessi fortificati subirono danni ingenti, che distrussero gran parte dei fabbricati ospitati all'interno.
- Chiesa dei Greci Uniti: gravemente danneggiata dai bombardamenti, la chiesa è stata restaurata ed in parte ricostruita.
- Villa Baciocchi: durante il bombardamento del 1943 una bomba colpì in pieno la villa Baciocchi, sede di un orfanotrofio retto dalle suore di San Vincenzo. Numerose furono le vittime fra bambine ospiti e le religiose. A testimonianza dell'evento, che colpì così duramente una parte più debole e indifesa della popolazione, è stata posta, sul luogo della tragedia in via Baciocchi n.15 oggi “pensionato la provvidenza” una lapide che recita:

| “questo Istituto Figlie della Provvidenza, già sereno ospite e gioioso ospizio a povere bimbe del popolo mutato ahimè per essere improvvisamente in asilo di morte, la tremenda mattina del 28 maggio 1943, risorge oggi più bello dalle sue rovine ricordo imperituro di vittime innocenti, monito solenne, perché al di sopra dell'odio trionfi l'amore che tutti affidano alla carità di Cristo”. |

- Sinagoga: il tempio israelitico, eretto all'inizio del Seicento, era tra le più importanti di tutto il bacino del Mediterraneo. La struttura venne gravemente danneggiata dai bombardamenti e, dopo successivi crolli e abbattimenti, rimase intatta solo la facciata che fronteggiava via Elia Benamozegh. Nel 1960 venne edificata una nuova Sinagoga per sostituire quella distrutta su progetto dell'architetto Angelo Di Castro.[12]
- Chiesa armena di San Gregorio Illuminatore: la chiesa settecentesca fu distrutta dalle bombe, depredata delle opere d'arte e ricostruita in parte, mantenendo solo la facciata originaria.
- Teatro Rossini: il teatro che si trovava fra via Fulgidi, via Rossini e via dei Carabinieri, gravemente danneggiato fu demolito nella ricostruzione, ma era chiuso da tempo.[12]
- Palazzo Maurogordato: nel primo bombardamento del 1943 fu colpito in pieno il rifugio antiaereo che si trovava nelle vicinanze del palazzo, con accesso dallo scalandone del fosso, dove morirono un centinaio di persone.[12]
- Liceo Classico Niccolini Guerrazzi: il liceo in via Ernesto Rossi fu colpito dai bombardamenti e metà edificio venne distrutto; successivamente venne ricostruito mantenendo grossomodo fede alla forma originale dell'edificio.
- Teatro San Marco: aperto nel 1806, era affrescato da Luigi Ademollo. Rimase in piedi l'adiacente casino, ma l'intera struttura fu con la ricostruzione rasa al suolo. Una lapide vi ricorda la nascita del Partito Comunista Italiano.

#### Il quartiere Venezia Nuova

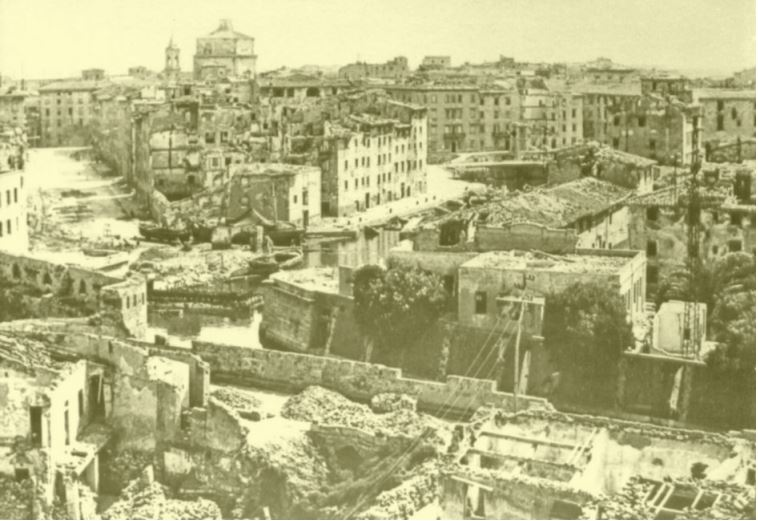
Distruzioni nel quartiere di Venezia Nuova

Il quartiere, sorto tra Sei e Settecento, fu colpito in maniera considerevole.
Danni ingenti subì la chiesa di San Ferdinando, il cui campanile fu distrutto e successivamente ricostruito, ma numerosi furono i palazzi colpito e danneggiati dalle bombe.
Dopo la guerra ci furono pesanti alterazioni sull'area di questo quartiere, sulle facciate degli stabili, sul sistema viario, negli interni delle costruzioni (nuovi condominii, ampliamento delle strade, ecc.).
Un solo isolato, dei quarantasette originari rimase intatto. Tuttavia l'ambiente conserva ancora un notevole valore artistico, che richiama quello antico.

### Zona industriale
La zona industriale, fonte dell'economia della città, fu distrutta dai bombardamenti. La produzione industriale cessò quasi completamente e in seguito gli stabilimenti furono requisiti dal governo militare alleato.
Dopo la derequisizione 11 stabilimenti che davano lavoro a oltre 4000 persone non furono riaperti.
Questa parte di Livorno era stata concepita con un piano estremamente ambizioso. La zona industriale fu istituita ai fini di assicurare alla città un'attrezzatura industriale capace di assorbire in modo stabile la popolazione attiva in continuo aumento, tale da costituire il naturale consolidamento di una situazione evolutasi da prima per la trasformazione delle basi economiche di Livorno, precedentemente formate sul commercio e sui traffici.
Per operare in modo snello fu creata la società "Porto Industriale". Da questa iniziativa sorsero in quest'area numerosissimi stabilimenti per industrie meccaniche, metallurgiche, chimiche, combustibili, vetro, ceramiche, refrattari ecc. che davano occupazione a più di 8000 dipendenti.

#### Il cantiere navale
Il cantiere navale di Livorno venne distrutto dalle mine dei tedeschi; si salvarono solo pochi macchinari e una gru.
Gli operai del cantiere, una volta tornati a Livorno, si dedicarono alla rimozione delle macerie e alla sua riattivazione.
A testimonianza del passato rimasero in piedi il monumento al fondatore del cantiere, Luigi Orlando, opera di Lio Gorgeri eseguita nel 1898, e la porta di ingresso delle maestranze, del 1866.
Gli edifici in piazza Mazzini, anche se danneggiati, non andarono distrutti e praticamente sono rimasti come prima della guerra.
Rispetto alle altre fabbriche il cantiere navale fu requisito già nell'ottobre del 1945. Nonostante i gravi danni di guerra i lavori di ripristino ricominciarono subito dopo la liberazione ed il 24 agosto del 1944 a soli 15 giorni dalla liberazione funzionò il primo tornio.
Gli alleati favorirono la ripresa dei lavori perché le poche attrezzature rimaste servivano alla riparazione delle loro navi, in particolare della Royal Navy.

#### Il porto
A differenza dei settori industriale dove la percentuale dei danni variò da fabbrica a fabbrica, lo scalo portuale livornese venne completamente devastato dal passaggio del fronte di guerra.
Sul totale delle opere murarie (banchine, magazzini, moli ecc) e delle attrezzature meccaniche (gru, binari ecc) di cui il porto era costituito, il 100% dell'intero materiale andò perduto.
Prima di lasciare Livorno, i soldati della Wehrmacht minarono ogni banchina, ogni edificio che poteva essere utilizzato per l'attracco delle navi e lo sbarco delle merci.
Per impedire l'uso degli scali minori vennero distrutti i porticcioli usati per le barche da pesca: il Nazario Sauro e i porticcioli di Ardenza e Antignano.
I tedeschi provvidero ad imbottigliare il porto chiudendo le bocche di accesso nord e sud mediante affondamento delle navi.
Complessivamente negli specchi portuali giacevano oltre 130 scafi affondati che bloccavano le entrate o limitavano comunque l'utilizzazione dei bacini, oltre a centinaia di mine ed altri ordigni nascosti nell'acqua o sotto le macerie.
Dal 19 luglio 1944 al marzo del 1946, l'intera area fu requisita dagli americani che si limitarono al parziale sminamento della zona e alla costruzione di alcuni pontili in legno per permettere l'attracco delle loro navi.
Il 20 marzo 1946 il colonnello Michele Carnino, nominato comandante del porto dal Ministero della marina, assunse il comando di tutti i servizi e di tutte le principali funzioni del porto compresi i traffici degli alleati.
In quei giorni fu restituita alle autorità italiane anche l'Accademia navale.
Questa derequisizione era limitata al vecchio porto, mentre la riconsegna delle attrezzature del porto nuovo avverrà in maniera incompleta perché gli americani terranno ancora per diversi anni alcune calate ad alto fondale conosciute meglio come centro sbarchi U.S.F.A.

## Danni subiti
I danni subiti alla città possono essere suddivisi in tre categorie: quelli provocati dai bombardamenti alleati, quelli prodotti dalle truppe tedesche dopo l'8 settembre 1943 e quelli indotti dall'occupazione alleata dopo la ritirata dell'esercito tedesco.

### I danni subiti ad alcune grandi industrie
- La Whitehead-Motofides, il cui stabilimento non era ancora stato completato, si estendeva su un'area di 64 000 m². Aveva alle sue dipendenze 2 400 operai e circa 600 impiegati e tecnici. Le bombe distrussero parte del cuore produttivo, parte del reparto modellisti e falegnami e gran parte delle officine di costruzione e di collaudo. La monorotaia che collegava i vari reparti fu completamente distrutta.
- La Cementeria Italiana, fondata nel 1905, fu colpita in modo pesante dal bombardamento aereo del 28 giugno 1943 e da due bombardamenti terrestri del giugno e del luglio 1944.
- La Società Metallurgica Italiana fu, forse, quella che subì i maggiori danni dai bombardamenti alleati.
- Il Cantiere Orlando, dopo il bombardamento del 28 maggio 1943, funzionò a capacità molto ridotta; dopo l'8 settembre tornò parzialmente operativo per opera delle truppe tedesche e iniziò a lavorare per conto loro. Il cantiere subì ben 15 bombardamenti alleati che distrussero parte dei cinque scali, il bacino di carenaggio, la sala dove venivano eseguiti i disegni degli scafi.
- Lo stabilimento della Società Metallurgica Nazionale FAC fu irrimediabilmente danneggiato dai bombardamenti.
- La centrale elettrica situata nell'area portuale alle spalle del Marzocco (dove poi sorgerà la Centrale termoelettrica Marzocco), fu particolarmente colpita dai bombardamenti aerei del 1943 e del 1944.
- Lo Stabilimento della Società Manifatture Riunite fu colpito duramente dai bombardamenti del 1943 e gran parte dei reparti furono gravemente danneggiati, ma il grosso degli impianti furono trasferiti a Pontedera e Vicopisano dove la società aveva altri stabilimenti.

Anche in provincia i bombardamenti manifestarono tutta la loro devastazione colpendo in modo particolare Piombino e Portoferraio.
I bombardamenti della città di Livorno del 28 maggio e del 28 giugno 1943 furono quelli maggiormente devastanti per l'industria della città.
Rispetto ai bombardamenti anglo-americani, i danni provocati dalle truppe tedesche in ritirata non furono generalmente così massicci e si limitarono a completare l'opera degli alleati.
Per gli alleati il porto di Livorno costituì un punto logistico importante nei collegamenti tra le truppe e per i loro rifornimenti. L'occupazione alleata di moltissime imprese della zona industriale della città fu eseguita proprio per creare zone di stoccaggio e di immagazzinamento. La requisizione di ampie zone produttive ebbe pesanti ripercussioni sulla capacità della ripresa industriale della città.

## Arrivo degli alleati e liberazione della città
I primi ad entrare a Livorno il 19 luglio 1944 furono i partigiani e gli uomini del Comitato di Liberazione Nazionale (CLN), che per quasi un anno avevano combattuto contro le forze tedesche.
Grazie all'individuazione e descrizione delle difese e dei campi minati tedeschi riportati al comando alleato, si risparmiò un nuovo bombardamento preparatorio prima dell'attacco.
I reparti della V armata americana entrarono a Livorno liberandola dal dominio nazifascista e assumendo il controllo della città, consapevoli della grande importanza strategica per la sua posizione geografica.
Il CLN designò come sindaco il comunista Furio Diaz, prendono la guida del Commissariato per l'alimentazione, dell'ospedale civile e di tutte le istituzioni cittadine.
La guerra lasciò una pesante eredità: il centro storico, il sistema industriale e portuale quasi completamente distrutti; mancanza assoluta di mezzi di trasporto, materie prime e combustibili. Situazione che bloccò ogni iniziativa di ripresa delle attività nei mesi successivi alla liberazione.
Livorno e la sua provincia era tra le più danneggiate d'Italia, anche per la presenza degli alleati che condizionano la situazione poiché le esigenze militari prevalgono su quelle civili, in particolare sulla requisizione degli alloggi e del porto.
Nonostante queste difficoltà la giunta comunale cercò di avviare un processo di ricostruzione della città con la costituzione di una commissione apposita il 18 ottobre 1944.
Il 19 luglio rinacque il Movimento Cooperativo livornese per risolvere il problema di approvvigionamento dei generi di più largo consumo.
Le priorità erano l'occupazione e la ricostruzione della città.
Riprese la pubblicazione del quotidiano cittadino Il Tirreno, che uscì quotidianamente a partire dal 28 gennaio del 1945. Il giornale si presentava come espressione e voce della città, strumento importante per seguire lo sviluppo delle vicende, e informazione delle azioni delle istituzioni per la ricostruzione e rinascita di Livorno.
Riportava le varie tappe: la riattivazione del servizio postale il 18 dicembre del '44, la riapertura degli Spedali Riuniti con la possibilità di accogliere 2000 malati, grazie al concorso degli Alleati, nel gennaio del '45, alla riapertura della ferrovia Firenze-Pisa con la prospettiva di un migliore collegamento con Livorno, con la progressiva riparazione delle vie di comunicazione e del sistema tranviario.
Lo sgombero delle macerie, anche nei quartieri più colpiti, era quasi ultimato. Nella zona del centro più di un edificio sinistrato era in corso di restauro o di ricostruzione.
Le banche, i pubblici uffici e alcune importanti aziende private ripresero la loro attività.
Nel 1945 l'altissimo livello di disoccupazione aggravava la condizione di famiglie prive della propria abitazione costrette ad una quotidiana lotta per la sopravvivenza. L'avvio dei lavori di ricostruzione, la pulizia dei fossi, lo sgombero dalle macerie e i lavori per le truppe alleate costituivano l'unica speranza di lavoro.
Vi era comunque un'eccedenza di lavoro nel settore industriale mentre le campagne perdevano braccianti e salariati attratti dalle paghe degli alleati.
Soltanto nel marzo del '46 il porto vecchio verrà interamente derequisito dagli americani e nel novembre del '47 sarà effettuata la riconsegna delle attrezzature del porto nuovo.
Particolarmente grave era la questione delle abitazioni, oltre 30 000 livornesi erano senza casa, a quelle distrutte dalla guerra si sommavano gli edifici requisiti per far alloggiare le truppe alleate e la presenza in città di prigionieri tedeschi;situazione che acuiva tensioni.
L'amministrazione comunale cercò di risolvere la questione con iniziative atte alla riparazione e riedificazione dei vari edifici danneggiati e distrutti. Allo stesso tempo il comune tentò di accelerare la ricostruzione della città proponendo un piano regolatore che permettesse la progettazione di città rinnovata. Grave era la questione alimentare con le diffuse carenze nella distribuzione e il permanere del mercato nero.

## Dopo la liberazione

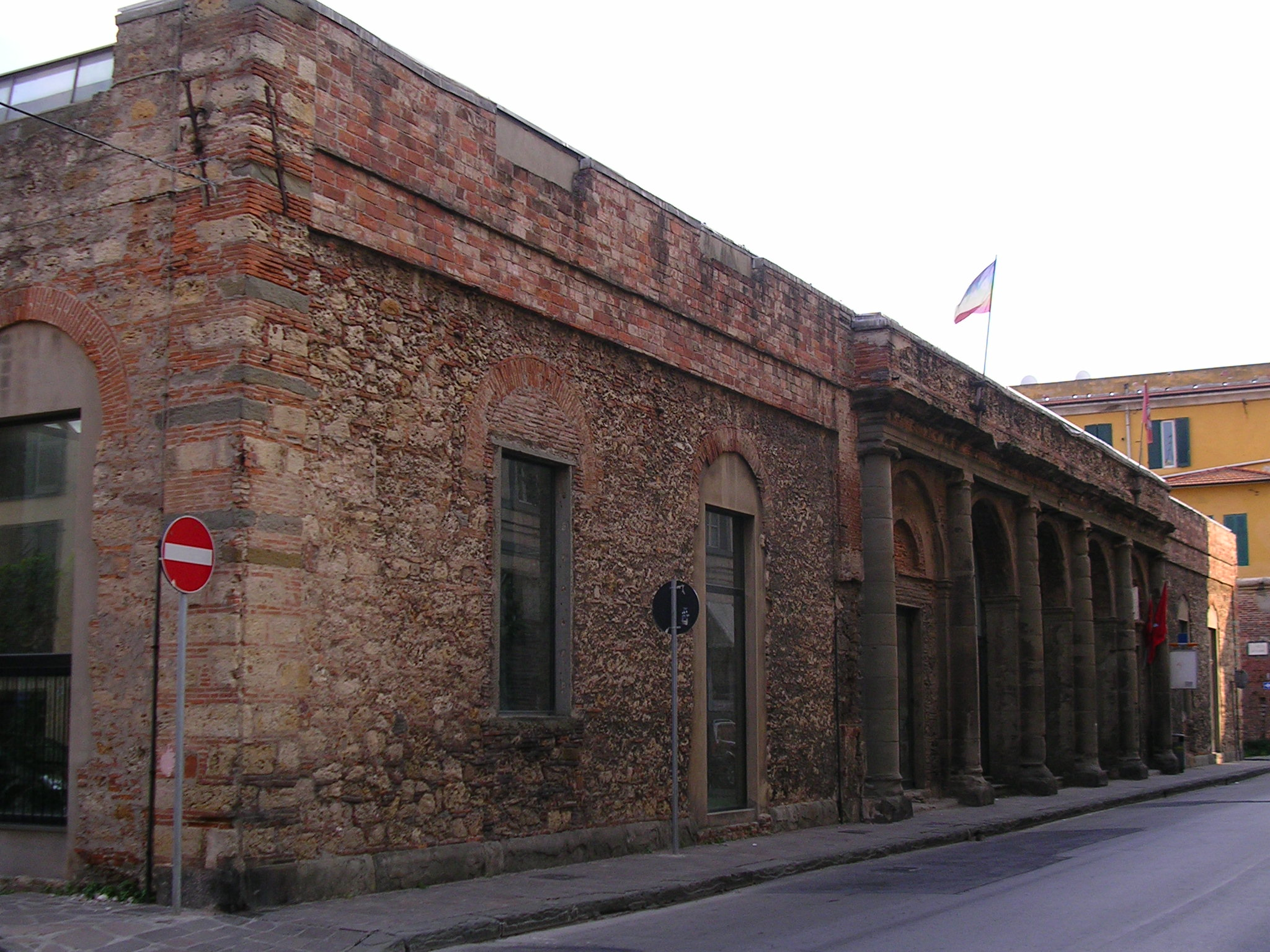
Resti del Teatro San Marco, come si presentano oggi

Dopo la liberazione del 19 luglio 1944 la città di Livorno si trovava in una situazione disastrosa. Alle distruzioni provocate dai bombardamenti aerei si sommavano quelle operate dall'esercito nazista in ritirata che aveva demolito gli impianti industriali, le attrezzature portuali, le vie di comunicazione stradali e ferroviarie, al trasferimento verso nord di impianti, macchinari e tutto ciò che potesse essere utile alla produzione bellica. Una consistente quota di popolazione aveva abbandonato la città per rifugiarsi nei piccoli centri della campagna circostante, dopo la decisione del comando tedesco di procedere allo sfollamento forzato degli abitanti rimasti nella zona circostante.
La situazione industriale a Livorno era molto compromessa e la guerra aveva inciso in modo significativo sulla capacità produttiva e occupazionale dell'industria locale. Le industrie (cantiere Orlando, Motofides, Spica, Richard Ginori ecc.) in conseguenza dei danni subiti ridussero significativamente l'organico per adeguarlo a capacità produttive compromesse, ma seppero riprendersi e riattivare la produzione. Il caso più eclatante fu quello dell'Ilva di Piombino. Nonostante ciò le industrie dovevano far fronte alla problematica degli approvvigionamenti di materie prime e combustibili e alla requisizione alleata che le utilizzava come punto di smistamento delle merci e dei rifornimenti per l'esercito. Ciò aveva bloccato il ritorno degli stabilimenti a una ripresa dell'attività produttiva e all'assorbimento di manodopera senza occupazione.
Nel 1947 a due anni dalla fine della guerra il sindaco della città Furio Diaz fece richiesta ai comandi alleati affinché le industrie più importanti, cioè quelle che avrebbero potuto assorbire il maggior numero di manodopera, fossero derequisite, tra queste la Sice, la Metallurgica, l'ANIC e la società dei filobus.
Il tramite tra l'autorità civile e quella militare fu il direttore dell'Accademia Navale di Livorno, l'ammiraglio di divisione Mario Bonetti. Intervento che non ebbe alcun risultato.
Mentre nella provincia le attività produttive pur tra mille difficoltà piano piano riprendevano, l'industria del capoluogo era bloccata dalle necessità logistiche degli alleati, situazione che aggravò la situazione che all'inizio degli anni sessanta entrò in una crisi profonda.
Nel 1951 ben 24 industrie avevano cessato la produzione e non furono più ripristinate.
La Motofides fu riconvertita da una produzione di guerra (siluri) alla produzione di telai automatici. Per gli elevati costi di produzione e scarsa competitività del prodotto, indussero il nuovo proprietario dello stabilimento (la FIAT) a pensare di riconvertire la produzione verso quella bellica innescando la reazione della città ed uno sciopero di venti giorni da parte della manodopera. L'attività della fabbrica venne progressivamente ridotta fino alla completa chiusura dello stabilimento.
Negli anni cinquanta, ad una ricostruzione lenta e difficile, oltre ai problemi industriali sfoceranno nella grave crisi del decennio successivo: mancanza di piccole e medie imprese, grande peso dell'industria a partecipazione statale e mancanza di produzione rivolta ai beni di consumo.

## Nascita delle cooperative

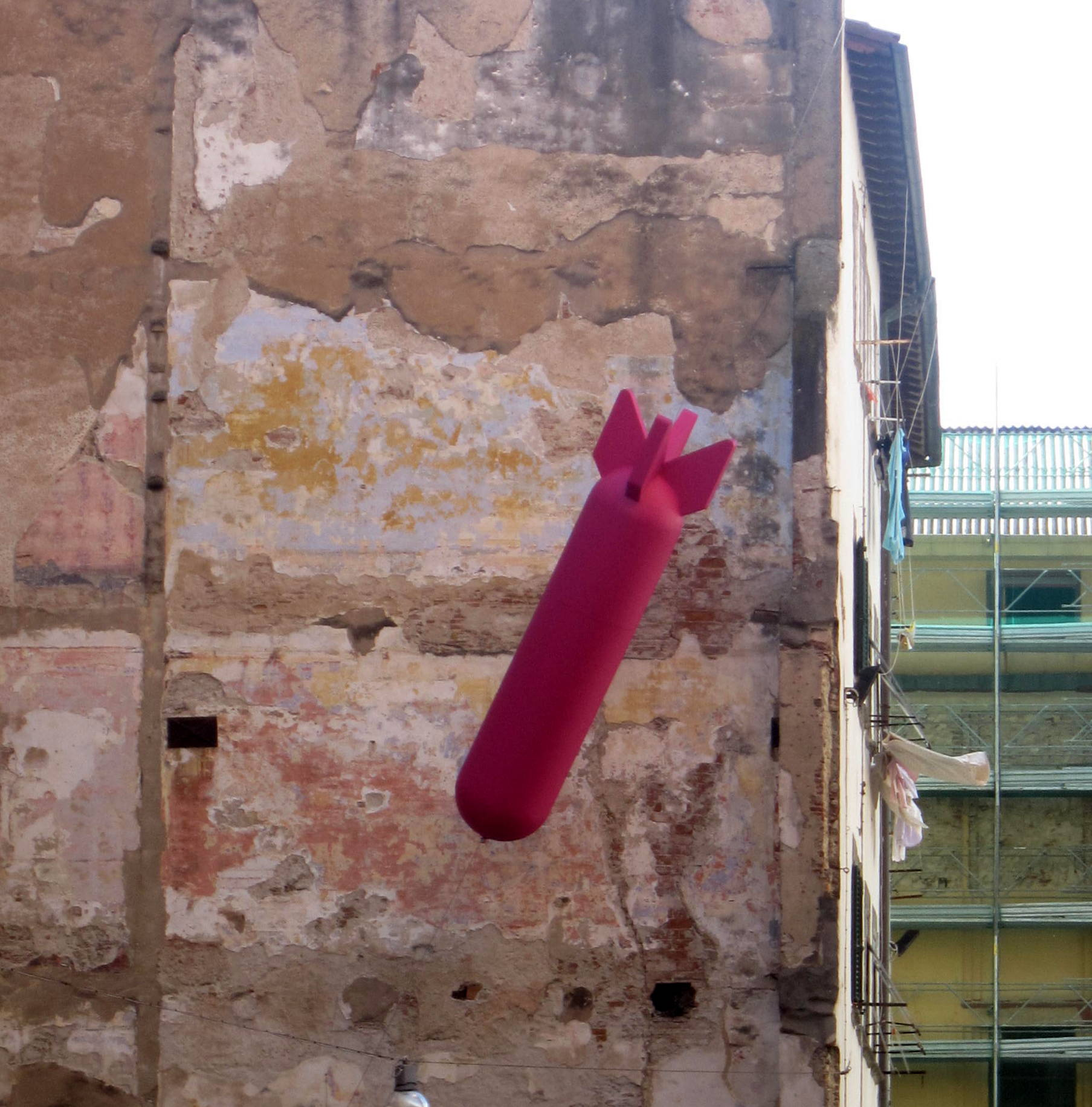
Bomba che commemora i 70 anni dal bombardamento a tappeto di Livorno il 28 maggio 1943

Nei mesi che precedettero la liberazione nei centri della provincia e del capoluogo si sviluppò un movimento di liberalizzazione in cui avevano operato vari protagonisti dell'antifascismo e del movimento partigiano che concorsero al consolidamento politico di sinistra del capoluogo e della provincia, e favorirono la mobilizzazione e partecipazione alla riorganizzazione delle organizzazioni sindacali, dei partiti politici, del movimento associativo. A Livorno vi erano anche altre forze politiche tra cui quella dei libertari, dei repubblicani, dei socialisti e dei cristiano sociali, tutte forze che contribuirono alla liberalizzazione.
In questi anni si erano costituite 228 cooperative, delle quali 192 di produzione e lavoro e 34 di consumo.
Nell'immediato dopoguerra fiorirono spacci cooperativi per le prime distribuzioni dei generi alimentari.
La cooperazione cercava nei partiti politici supporto e promozione. L'obbiettivo non era solo quello di rispondere ai problemi del lavoro e della sussistenza ma anche di proporre un modello di sviluppo in grado di risolvere il problema della produzione e gestione degli scambi.
Il sorgere di questa moltitudine di cooperative garantirono in un primo momento un cospicuo allargamento del mercato gestito da questi sodalizi. Le adesioni seguite alla loro costituzione erano state massicce. Sorrette da una forte passione politica che ne ispirava le scelte e gli orientamenti.
Il Movimento partigiano e comitati di liberazione erano alla base dei cambiamenti avvenuti ed una delle maggiori presenze della vita associativa della regione.
Il 9 settembre 1944 si costituiva il “Consorzio Cooperativistico dei Lavoratori del Porto di Livorno” che eseguiva tutti i lavori portuali in genere; presieduto da Antonio Chiesa. Il consorzio assunse immediatamente la gestione del lavoro portuale.
La cooperazione rispecchiava fedelmente le condizioni politiche, economiche e sociali della città di Livorno e le attività a cui si rivolgeva denunciano sia le condizioni materiali ed i bisogni immediati della città, sia le competenze ed i mestieri svolti dai soci fondatori.
La maggior parte delle cooperative si costituirono per procedere allo smussamento delle macerie, alla demolizione di edifici pericolanti, alla esecuzione delle opere murarie, al ripristino del porto.
A Livorno nei primi mesi del 1945 e la fine del 1949 si costituirono 71 cooperative che dichiaravano come proprio oggetto sociale lavori edili, stradali, di sterro e affini, demolizioni e sgombero di macerie.
Una quota consistente di mano d'opera si indirizzò verso le necessità di ricostruzione e l'esecuzione di lavori indispensabili alla ripresa delle attività produttive.

## Ricostruzione del centro cittadino

Via Grande prima della guerra (molti palazzi, sopravvissuti alla furia dei bombardamenti, furono comunque ricostruiti nel dopoguerra

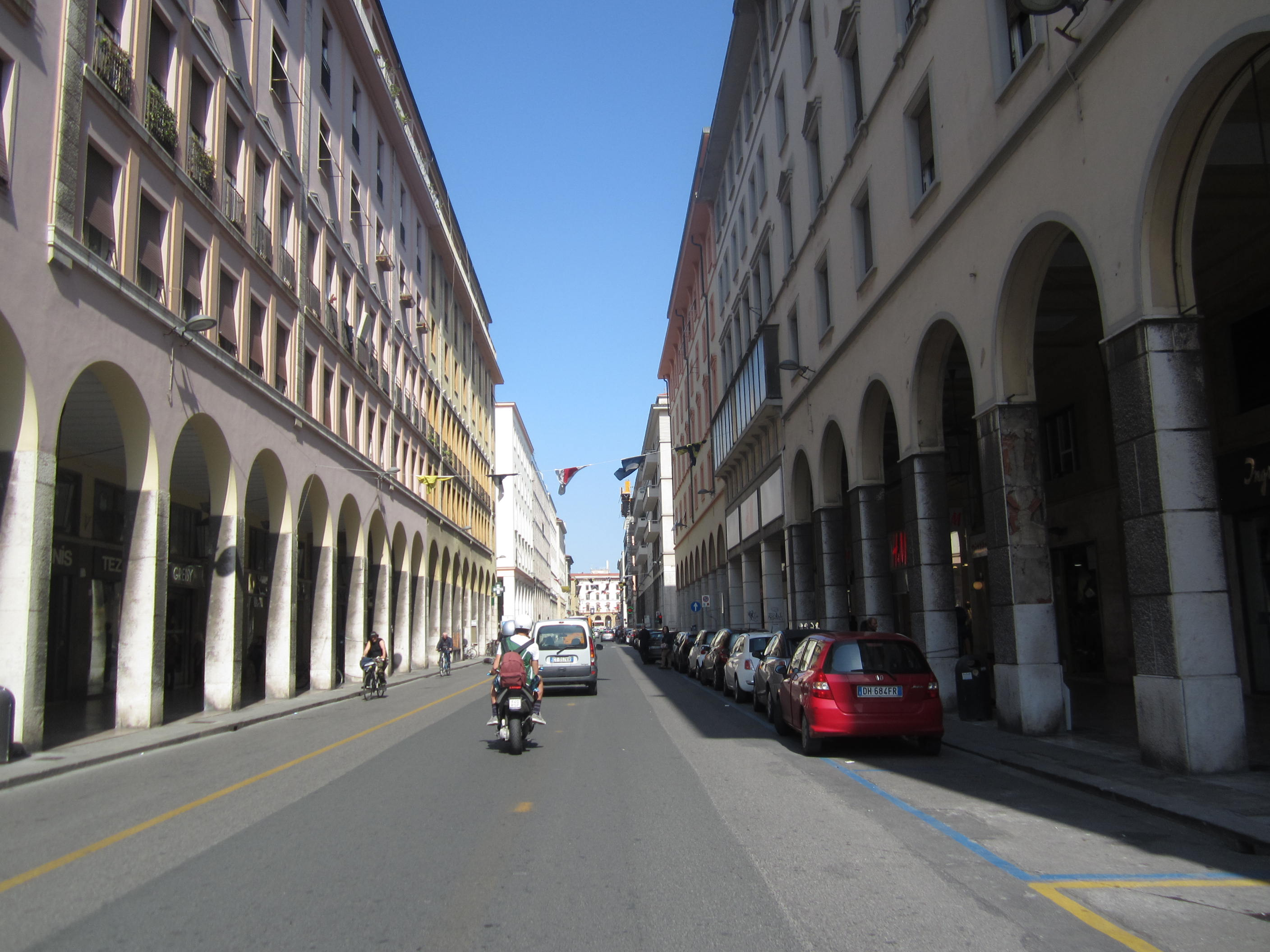
Via Grande dopo la ricostruzione

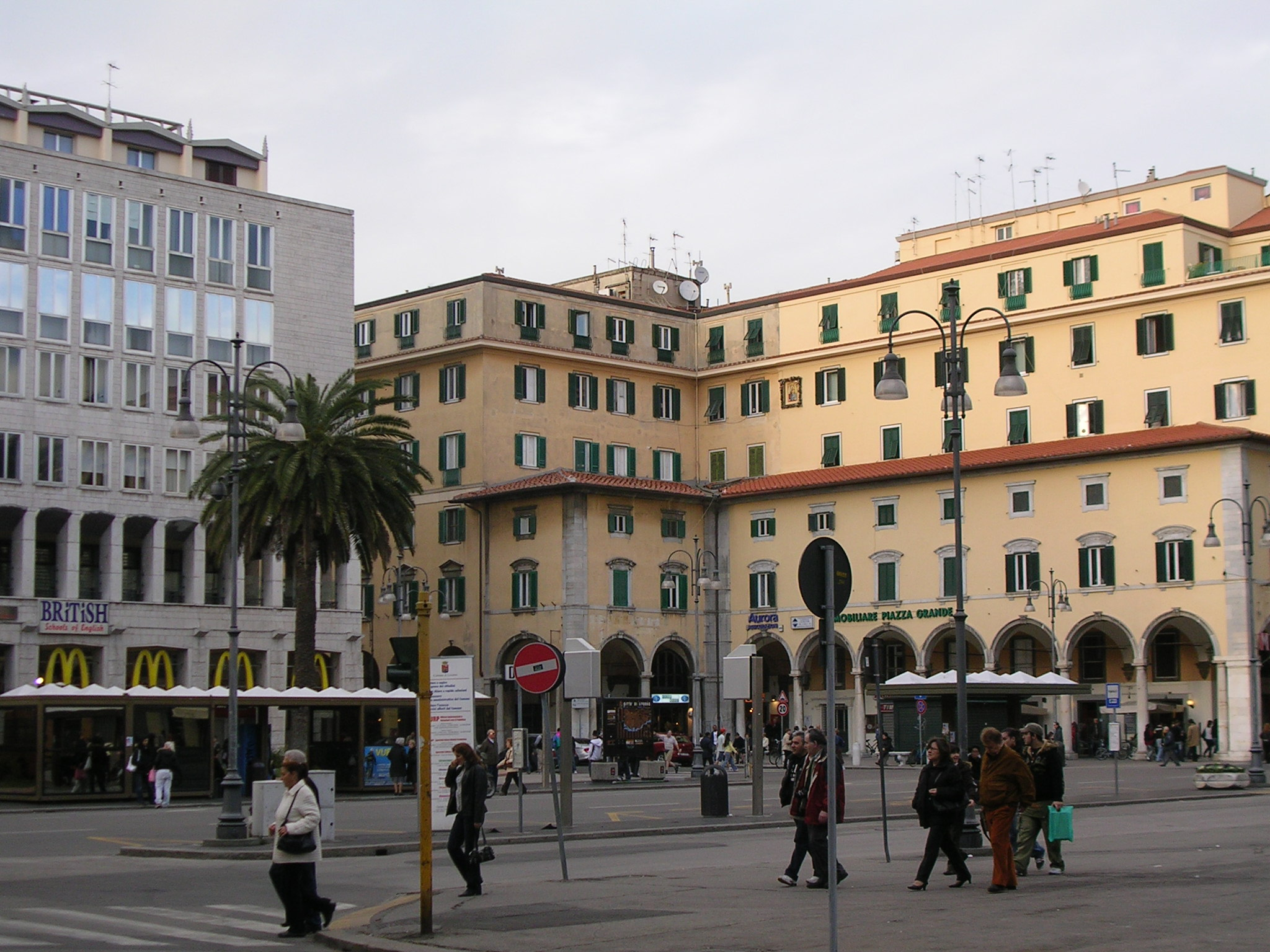
Palazzo Grande

La necessità di risanare il centro cittadino si era già manifestata all'inizio del Novecento ed era proseguita per tutto il ventennio fascista, in quanto le condizioni di salubrità delle vecchie abitazioni risultavano da tempo assai precarie.
Il centro, complice lo spostamento delle classi benestanti verso le zone periferiche a sud della città, decadde rapidamente. Dopo gli sventramenti effettuati intorno all'ex Bagno dei forzati, a partire dagli anni venti si erano susseguiti numerosi altri progetti. Verso la fine del decennio successivo aveva fatto il suo ingresso, sulla scena livornese, anche l'architetto Marcello Piacentini, il quale aveva proposto l'allargamento di via Grande, l'apertura di una piazza di fronte al Mercato delle vettovaglie e la creazione di una vasta piazza delle adunate davanti al Palazzo del Governo.
L'idea non era stata concretizzata, anche a causa dello scoppio della guerra.
La situazione della città dopo la guerra aveva creato le condizioni favorevoli per il risanamento della città.
Per via delle divergenze fra gli architetti e gli ingegneri, fu richiesto l'intervento del Ministero dei lavori da parte dell'amministrazione della città, e l'incarico venne affidato a Petrucci.
Nel suo progetto vi era l'idea di spostare il duomo dalla parte opposta di piazza Grande.
Questa idea però venne bocciata nel settembre del 1946 dal Provveditorato alle Opere Pubbliche per la Toscana.
Petrucci cercò di ideare un secondo progetto, ma senza successo; l'architetto morì nel settembre del 1946.
Il ministero quindi affidò la questione al professor Carlo Roccatelli, docente di composizione architettonica dell'università di Roma.
Roccatelli stese un nuovo progetto, diverso dal precedente e più conservatore, che, pur mantenendo il duomo nella sua posizione originaria, prospettava la realizzazione di portici sulla via Grande e la costruzione di un edificio al centro della piazza Grande.
Per definire alcuni punti non ancora chiariti dal piano, come dimensioni degli edifici, strade e ricostruzione di piazza Grande, l'amministrazione bandì un concorso tra tutti i progettisti italiani, cui era affidato il compito di definire l'architettura di massima dell'insieme al fine di “armonizzare gli edifici notevoli rimasti”; per quanto riguarda piazza Grande, dovevano presentare soluzioni che costituissero varianti di dettaglio al piano stesso.
Il 12 luglio del 1947 la commissione (di cui facevano parte il sindaco Furio Diaz, gli assessori Franco Crovetti, Mario Landini, Vasco Basunti, il professor Carlo Ludovico Raggianti, gli architetti Nello Baroni, Ferdinando Poggi, gli ingegneri Roberto Uccelli, Vinicio Visalli e l'architetto Alessandro Cingolani) si riunì per giudicare i progetti, ma nessuno di essi si distinse particolarmente. I lavori più meritevoli vennero comunque raggruppati in due gruppi:
Progetti premiati: "Ardenza", "I.M. 45", ” I Coralli", "Città Medicea", "P.M.Z 3", "Livorno 1947".
Progetti non premiati, ma comunque rilevanti: "Liburni Civitas", "Quattro Mori", "Bacù", "Fanale".
Fra tutte le imprese Italiane, la Società Generale Immobiliare di Roma, che disponeva del numero maggiore di mezzi industriali e finanziari, fece diverse pressioni sull'amministrazione di Livorno.
Il progetto "I.M. 45" era stato redatto da professionisti incaricati dalla società.
L'immobiliare tornò a proporre altri progetti nel 1947 e 1948.
Alla fine l'amministrazione cedette per risolvere celermente il problema urbanistico.
Il progetto del "Nobile Interrompimento" della piazza, il Palazzo Grande, venne approvato e i lavori cominciarono nel 1950 e terminarono nel 1952.
Questo edificio condizionò lo stile di tutte le altre costruzioni importanti del centro; costruzioni che ridussero, semplificandoli, alcuni tipi di centri urbani in periodo fascista, tanto che, nei risultati migliori portavano una lontana e ritardata eco del razionalismo architettonico europeo.
Esempi sono i blocchi Tarzini, Giappone, Gran Guardia, Kotzian-Citi, tutti sorti per iniziativa privata.
La riedificazione di Livorno ha avuto anche i suoi lati positivi. La drammatica situazione portò l'amministrazione ad intervenire direttamente nella sua ricostruzione. Dal 1947 al 1950 vennero preparati decine di elenchi di aree espropriate.
In questo modo fu possibile costruire, con i contributi statali, diversi blocchi di case popolari in zone del centro urbano.
Le case per i senza tetto vennero costruite in via San Francesco, via Chiarini, Via Piave, via Coroncina, via Fortunata, Via cavalieri, via della Venezia. Le case per i dipendenti comunali vennero costruite in via Piave.
Nei primi anni del dopoguerra, notevole fu l'iniziativa dell'Istituto Autonomo Case Popolari, partito con un fondo di 20 milioni di lire, residuo di due mutui dell'INPS. Nel '45 l'istituto ottenne l'autorizzazione dall'INPS di Roma per usare i fondi insieme ad altri 20 milioni concessi dal ministero ai LL.PP al 50% a fondo perduto.
Questi fondi vennero utilizzati per:
- completare due gruppi di fabbricati nella zona della stazione centrale, in cui vennero creati 137 alloggi e 625 vani;
- completare due gruppi di fabbricati in via Vecchia di Salviano, in cui vennero creati 35 alloggi e 150 vani;
- riparazione di due gruppi di alloggi in zona ex Barriera Garibaldi e via Puccini.

Successivamente lo Stato concesse altri tre finanziamenti per un totale di 310 milioni di lire, che permisero la riparazione e il completamento di edifici rimasti incompleti per lo scoppio della guerra.